# Колібрі-іскринка білочеревий
Колі́брі-іскри́нка білочеревий (Chaetocercus mulsant) — вид серпокрильцеподібних птахів родини колібрієвих (Trochilidae). Мешкає в Андах. Вид названий на честь французького натураліста Етьєна Мульсанта.

## Опис

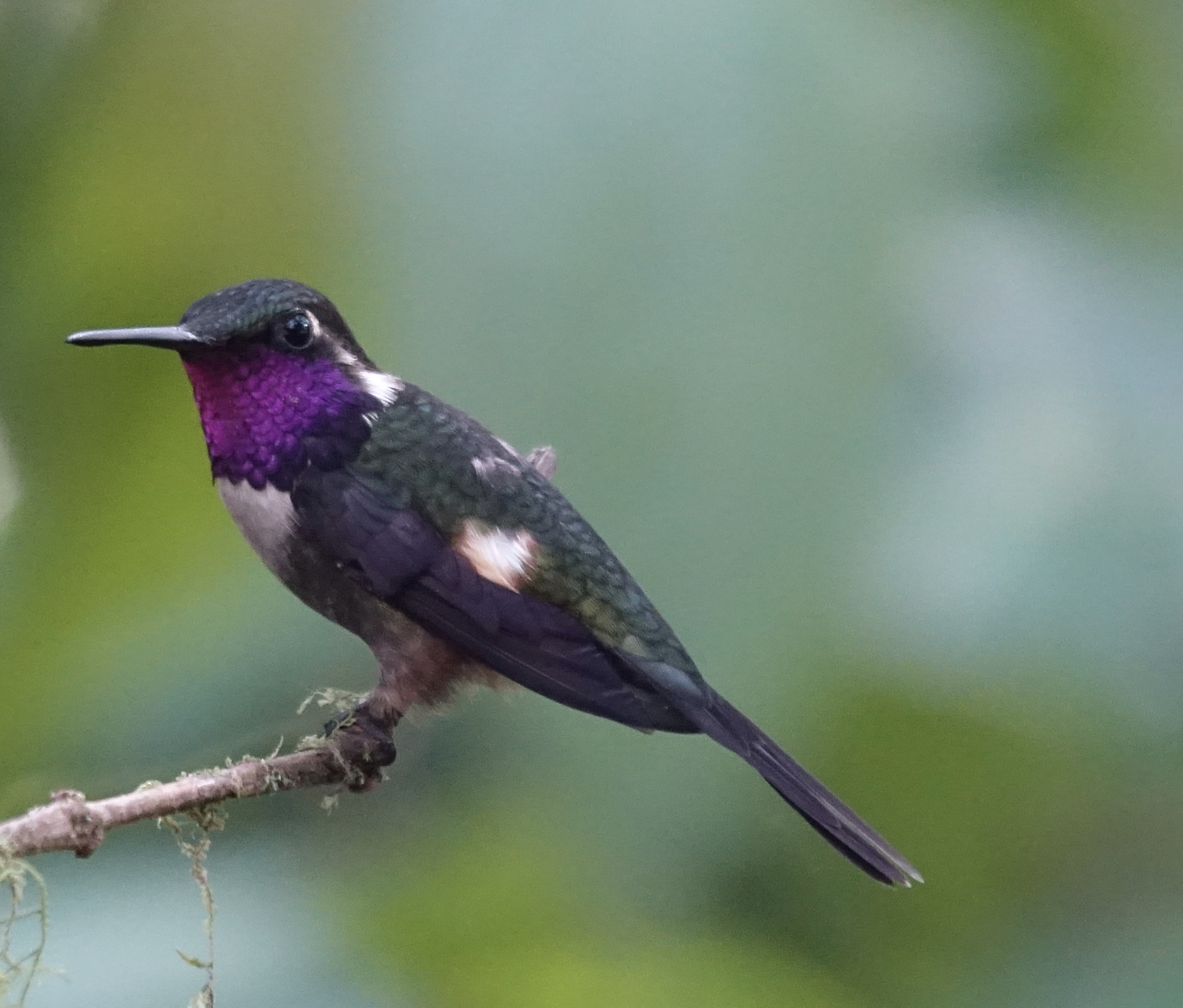
Самець білочеревого колібрі-іскринки

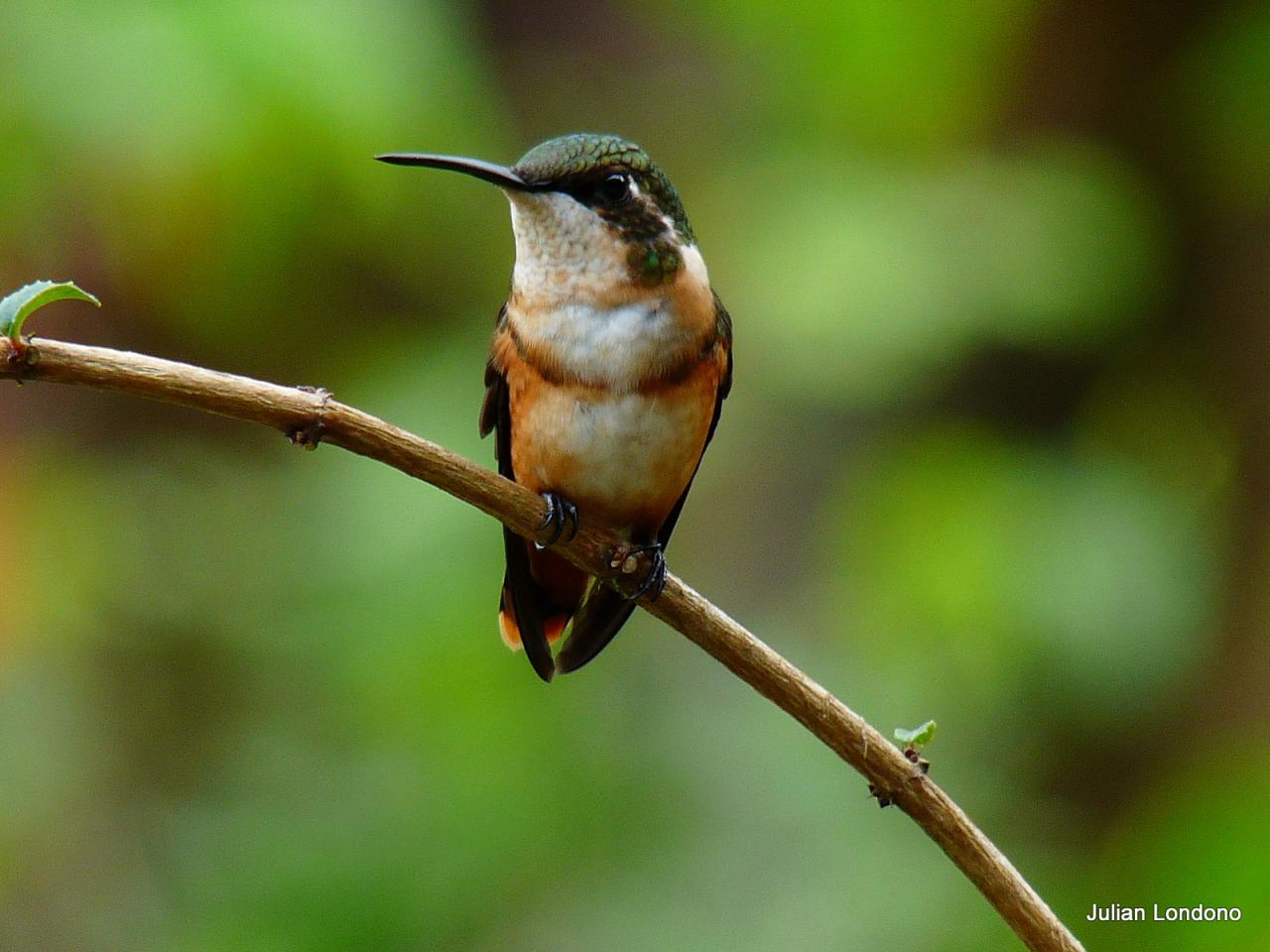
Самиця білочеревого колібрі-іскринки

Довжина самців становить 8-8,5 см, самиць 7,5 г, вага 3,8-4 г. У самців верхня частина тіла і боки темно-синьо-зелені, за очима білі смуги, які ідуть до білої верхньої частини грудей. На горлі блискуча фіолетова пляма. Живіт білий, на боках білі плями. Хвіст роздвоєний, синнювато-зелений, крайні стернові пера являють собою голі стрижні, опахала на них відсутні. Дзьоб прямий, чорний, довжиною 17 мм.
У самиць верхня частина тіла бронзово-зелена. На обличчі у них сірувата "маска", за очима охристі смуги. Горло блідо-коричнювате, нижня частина тіла переважно біла, боки яскраво-рудувато-охристі. Хвіст округлий, 2ентральні стернові пера зелені, решта стернових пер коричневі з широкою чорною смугою на кінці.

## Поширення і екологія
Білочереві колібрі-іскринки мешкають в Колумбії, Еквадорі, Перу і Болівії. Вони живуть на узліссях гірських тропічних лісів, в садах і на полях. Зустрічаються на висоті від 1500 до 2800 м над рівнем моря, переважно на висоті понад 1000 м над рівнем моря. Ведуть переважно осілий спосіб життя, іноді здійснюють висотні міграції.
Білочереві колібрі-іскринки живляться нектаром квітучих дерев та інших рослин, зокрема Agave, Inga і Lantana, а також комахами. Вони не захищають кормові території, а через невеликі розміри і повільний політ, як у джмелів, живляться нектаром на територіях інших колібрі. Під час жиалення птахи часто повільно хитають хвостом зі сторони в сторону. 